# Phrynarachne sinensis
Phrynarachne sinensis is een spinnensoort in de taxonomische indeling van de krabspinnen (Thomisidae).
Het dier behoort tot het geslacht Phrynarachne. De wetenschappelijke naam van de soort werd voor het eerst geldig gepubliceerd in 2004 door Peng, Chang-Min Yin & Joo-Pil Kim.